# PFD
PFD is een afkorting voor het Engelse Process Flow Diagram. Een PFD is een schematische en eenvoudige weergave van een proces waarin te zien is welke processtappen worden doorlopen.
Bij het ontwerp van een (chemische) fabriek wordt vaak begonnen met het opzetten van een PFD. Hierin is duidelijk te zien welke stappen de hoofdstroom en hoofdproducten doorlopen en welke apparaten er in de fabriek aanwezig zijn. Ook worden de belangrijkste ontwerpgegevens zoals capaciteiten en debieten in een PFD weergegeven. Het PFD dient als basis om de specificaties voor alle onderdelen op te stellen.
Daarna wordt het gedetailleerde Process and Instrumentation Diagram (P&ID) opgesteld.